# Elphin
Elphin (iriska: Ail Finn) är en ort i republiken Irland.   Den ligger i grevskapet Roscommon och provinsen Connacht, i den norra delen av landet, 140 km väster om huvudstaden Dublin. Elphin ligger 92 meter över havet och antalet invånare är 613.
Terrängen runt Elphin är platt. Runt Elphin är det glesbefolkat, med 11 invånare per kvadratkilometer. Närmaste större samhälle är Carrick-on-Shannon, 12,9 km nordost om Elphin. Trakten runt Elphin består i huvudsak av gräsmarker.